# Cristina Bautista
 (novembre 2019).
Pour les articles homonymes, voir Bautista (homonymie).
Cristina Bautista Taquinás, née en 1977 à Corinto (Cauca) et morte le 29 octobre 2019 à Toribío, est une activiste colombienne, leader du peuple Nasa en Colombie.

## Biographie
Elle était membre de la garde indigène, une garde sans armes qui protège les limites des territoires autochtones contre l’intrusion des guérillas. Cristina Bautista venait d’obtenir l’accréditation officielle de son organisation à l’ONU et avait participé au Forum permanent à New York en avril 2019 lors d'une visite parmi les anciens boursiers du Haut-Commissariat des droits de l’Homme. 
Elle est tombée sous les coups de feu lors d’une embuscade par les dissidents des Farc dans la réserve de Tacueyo. 
Le décès a été annoncé par l'Association des assemblées indigènes de Toribio, Cauca, qui a déclaré que des dissidents de l'ex-guérilla des Forces armées révolutionnaires de Colombie (FARC) avaient mené l'attaque.
L'armée, qui a déployé des troupes sur place, a ajouté dans un communiqué que les attaquants visaient à libérer « trois individus » que la garde indigène avait interpellés alors qu'ils rôdaient dans la réserve. La ministre de l'Intérieur, Nancy Patricia Gutierrez, a rejeté sur Twitter les « actions violentes et les menaces contre la population indigène » à Toribio.